# Lac la Trêve
Pour les articles homonymes, voir La Trêve.
Le lac la Trève est un plan d'eau douce de la partie Sud du territoire de Eeyou Istchee Baie-James (municipalité), dans la région administrative du Nord-du-Québec, dans la province de Québec, au Canada.
La surface du lac est en grande partie dans les cantons de Daine et de Guettard ; en sus, la Baie Rita (au Sud) s’étend dans le canton de La Ribourde. La foresterie constitue la principale activité économique du secteur. Les activités récréotouristiques arrivent en second.
Le bassin versant du lac La Trève est accessible grâce à une route forestière venant du Sud et desservant la partie Ouest du lac ; cette route rattache à la route 113 reliant Lebel-sur-Quévillon à Chibougamau. La surface du lac La Trève est habituellement gelée du début novembre à la mi-mai, toutefois la circulation sécuritaire sur la glace se fait généralement de la mi-novembre à la mi-avril.

## Géographie
Ce lac comporte une longueur de 32,0 km, une largeur maximale de 10 km et une altitude de 337 m. De nature très difforme, ce lac comporte du :
- côté Est, la Baie Dussault et la Baie Pichamobi (laquelle reçoit les eaux du ruisseau Dempster, venant de l’Est) ;
- côté Nord-Ouest, la Baie Gilbert où est située la décharge du lac, qui se déverse au fond d’une baie dans la rivière La Trève ;
- côté Ouest, la Baie Geneviève ;
- côté Sud, la Baie Rita.

Note : Les baies Geneviève et Rita sont séparées par une presqu’île s’étirant vers le Nord-Est sur 8,6 km. Les baies Gilbert et Geneviève sont séparées par une presqu’île s’étirant vers le Nord-Est sur 7,5 km qui enchasse le lac Gisèle. Du côté Est, les baies Pichamobi et Dussault sont séparées par une presqu’île s’étendant vers l’Ouest sur 4,4 km.
L’embouchure du Lac La Trève est localisée au fond d’une baie du côté Nord-Ouest, à :
- 20,0 km à l’Est de l’embouchure de la rivière La Trève (confluence avec la rivière Maicasagi) ;
- 66,2 km au Nord de l’embouchure de la Rivière Maicasagi (confluence avec le lac Maicasagi) ;
- 92,8 km au Nord-Est de l’embouchure du lac au Goéland (rivière Waswanipi) ;
- 112,4 km au Nord-Est de l’embouchure du lac Olga (rivière Waswanipi) ;
- 34,8 km au Nord-Est du centre du village de Waswanipi ;
- 144,9 km au Nord-Est du centre-ville de Matagami ;
- 134,6 km au Nord-Est de l’embouchure du lac Matagami[1].

Les principaux bassins versants voisins du lac La Trève sont :
- côté Nord : rivière Mildred, rivière Caupichigau, lac Caupichigau ;
- côté Est : ruisseau Dempster, rivière Brock, rivière Chibougamau ;
- côté Sud : rivière Chibougamau, ruisseau aux Alouettes ;

- côté Ouest : lac Inconnue, rivière La Trève.

## Toponymie
Cette hydronyme est indiqué sur une carte topographique datée de 1928. Sa signification demeure inconnue.
Le toponyme "lac La Trève" a été officialisé le 5 décembre 1968 par la Commission de toponymie du Québec lors de sa création.